# Andrew Pearce
Andrew Pearce (n. 1 decembrie 1937 – d. 2015) a fost un om politic britanic, membru al Parlamentului European în perioadele 1979-1984 și 1984-1989 din partea Regatului Unit.